# Torre di Pala
Torre di Pala è una torre nel comune di San Vittore del Canton Grigioni in Svizzera. Si tratta di un sito del patrimonio svizzero di importanza nazionale.

## Storia
La parte più antica del castello, la torre residenziale meridionale, potrebbe risalire alla fine del XII secolo. Potrebbe essere stato costruito per un nobile locale, Albertus de sancto Victore, citato nel 1168, o per i Conti de Sacco. Nel 1265 il castello appare per la prima volta in un documento storico con la famiglia Sacco come proprietaria, anche se non viene registrato se lo costruirono o costrinsero i proprietari originali. La torre settentrionale più grande fu costruita nella seconda metà del XIII secolo dai Conti di Sasso. Le due torri erano separate da uno spazio di 3 metri ed erano collegate da un ponte. Intorno al 1400 la torre settentrionale fu innalzata alla sua attuale altezza di sei piani e sormontata da un tetto a due falde. A quel tempo il castello era abitato da un ramo cadetto della famiglia Sacco-Misocco o da uno dei loro vassalli. Chiunque fosse, nel XV secolo la famiglia si estinse e il castello fu abbandonato.
Il castello abbandonato cadde lentamente in rovina. È stato pulito e restaurato nel 1944 e di nuovo nel 1997.

## Sito del castello
Le due torri che compongono il castello furono edificate su un terrazzino su un monte a nord del paese di San Vittore. La torre meridionale è in gran parte crollata ed è stata probabilmente utilizzata per appartamenti. La torre nord è ancora in piedi e ha un tetto moderno aggiunto per proteggerla dagli agenti atmosferici. La torre nord è stata costruita con diverse latrine e uno scarico insieme a numerose nicchie nelle pareti. La torre potrebbe aver avuto un piccolo muro ad anello che ospitava alcuni piccoli edifici.

## Galleria d'immagini

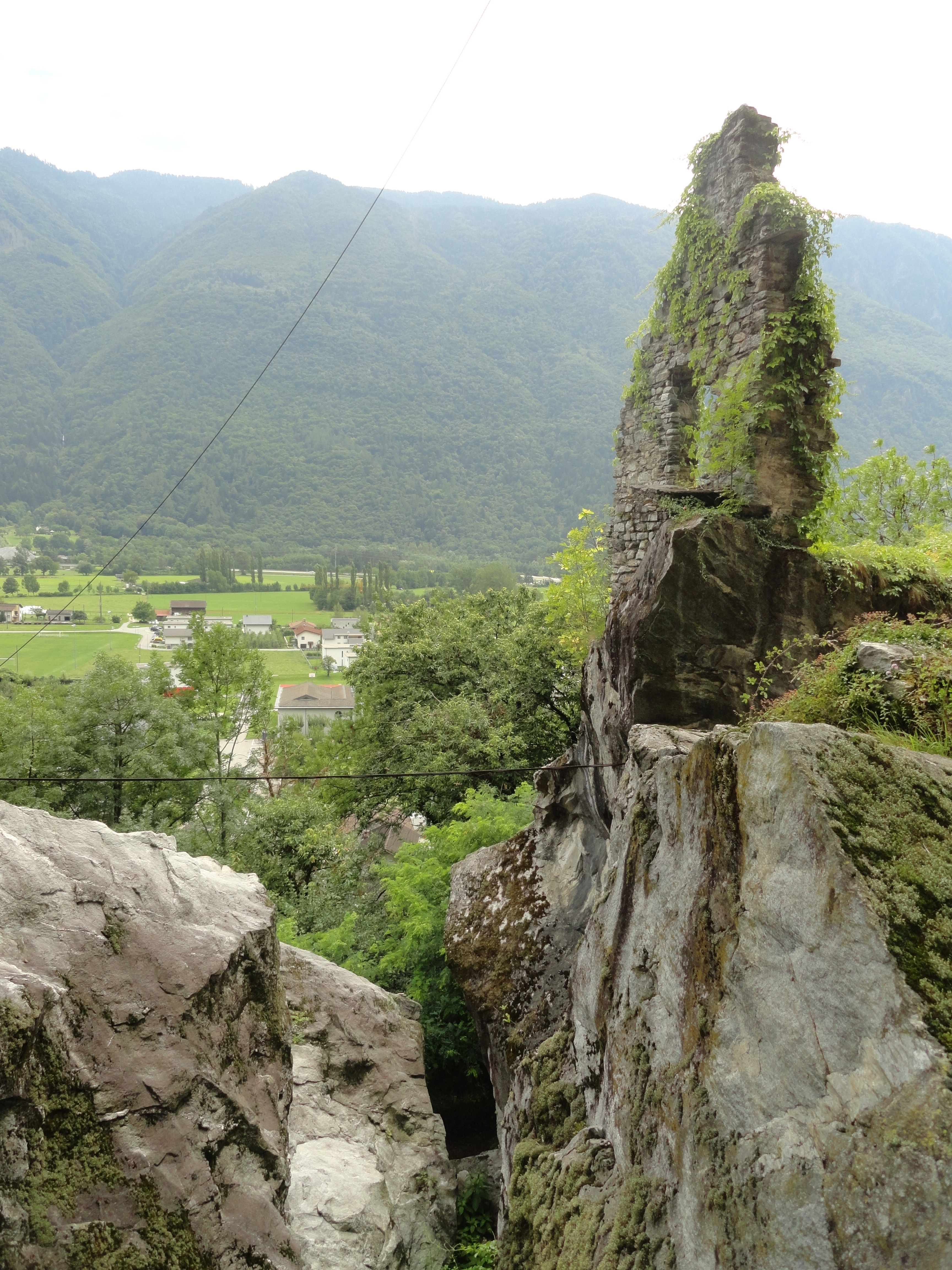
Rovine dell'edificio meridionale e spazio tra le due torri
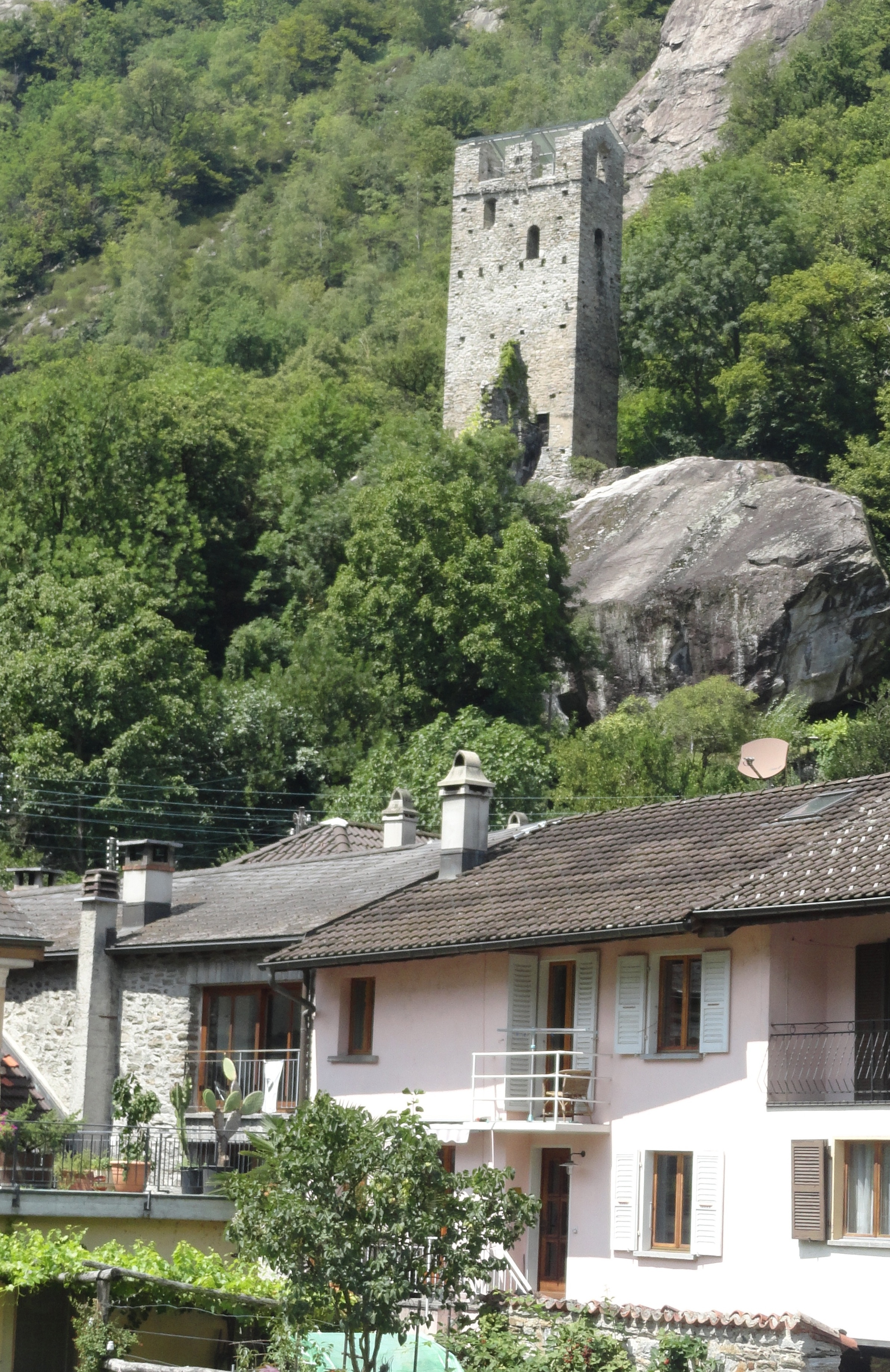
Posizione di Torre Pala sopra il paese
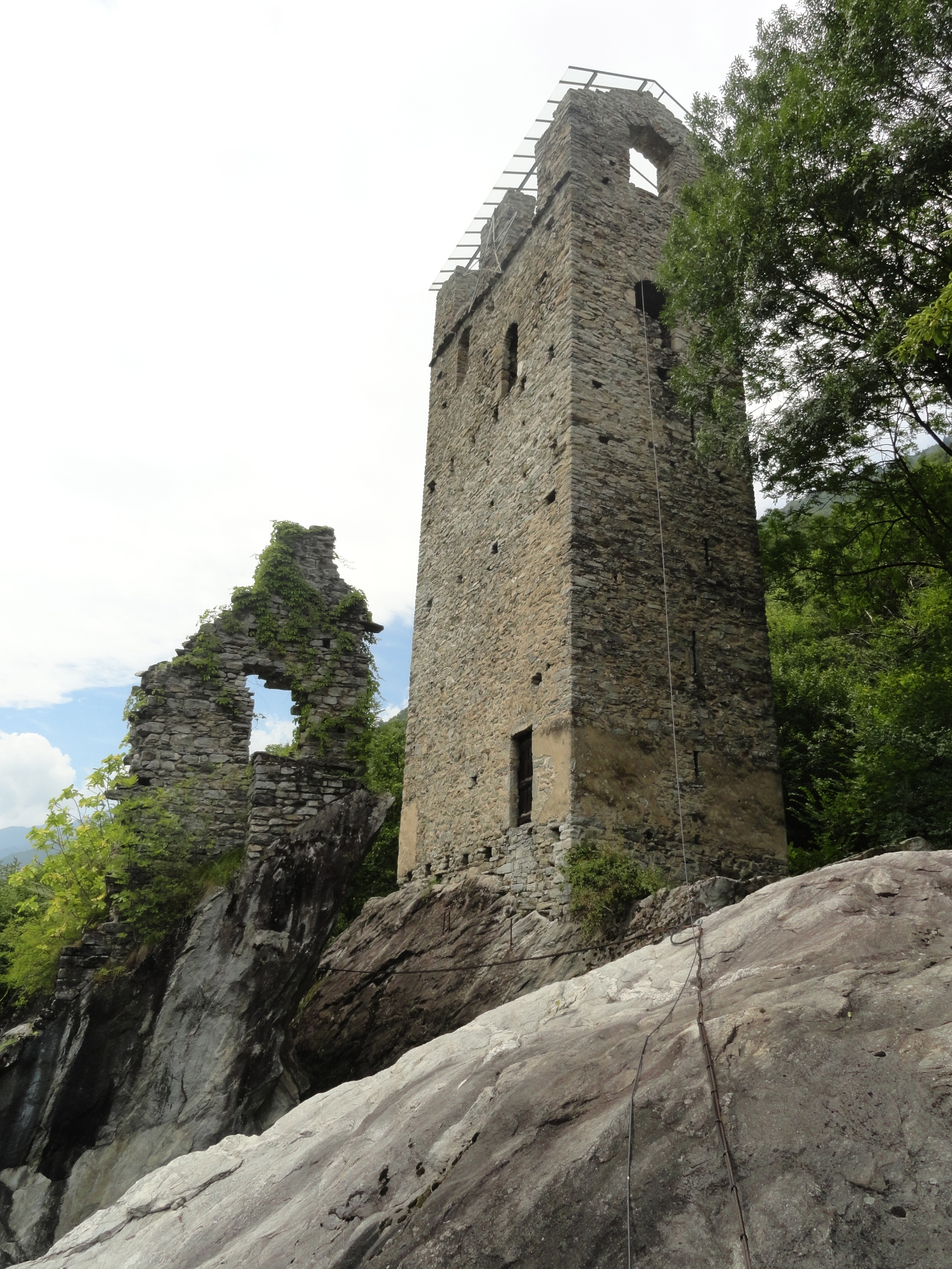
Torri nord e sud
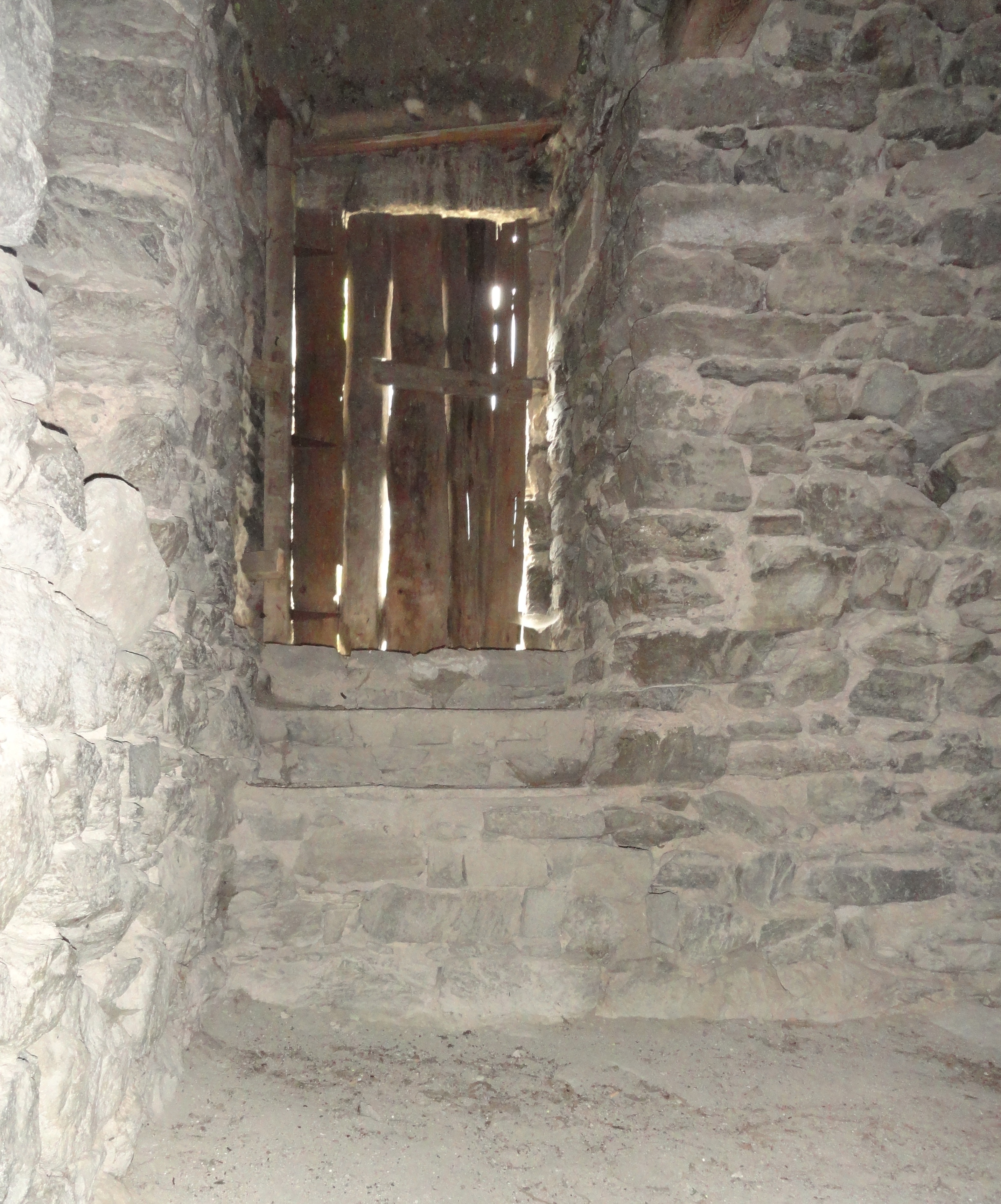
Finestra all'interno della torre nord